# Rhynchosia malacotricha
Rhynchosia malacotricha är en ärtväxtart som beskrevs av Hermann August Theodor Harms. Rhynchosia malacotricha ingår i släktet Rhynchosia och familjen ärtväxter. Inga underarter finns listade i Catalogue of Life.